# Mastigophora bisseti
Mastigophora bisseti là một loài Rêu trong họ Lepicoleaceae. Loài này được Mitt. mô tả khoa học đầu tiên năm 1891.